# Parnassius maharaja
Espèce
Parnassius maharaja ou Apollon maharaja est une espèce d'insectes lépidoptères de la famille des Papilionidae, de la sous-famille des Parnassiinae et du genre Parnassius.

## Dénomination
Parnassius maharaja a été décrit par Andrey Avinoff en 1916.
Puis il a été considéré par Grum-Grshimailo en 1891 comme une sous-espèce de Parnassius cephalus, Parnassius cephalus maharaja, puis Weiss en 1992 l'a remis au rang d'espèce.

## Description
Parnassius maharajai est un papillon au corps velu, aux ailes blanches veinées de marron et discrètement nimbées de gris beige dans leur partie basale avec une ligne submarginale de chevrons beige peu visibles et des marques gris beige le long au bord costal des ailes antérieures.

## Biologie
Sa biologie est peu connue.

## Écologie et distribution
Parnassius maharaja est présent dans le Nord de l'Inde et l'Ouest de la Chine.

### Biotope
Parnassius maharaja réside en très haute montagne.